# M-tuplet diophantien

Un m-tuplet diophantien est, en théorie des nombres, un ensemble d'entiers naturels {\displaystyle \{a_{1},a_{2},a_{3},a_{4},\ldots ,a_{m}\}} tel que {\displaystyle a_{i}a_{j}+1} est un carré parfait pour tout {\displaystyle 1\leq i<j\leq m}. Un ensemble de m nombres rationnels positifs où le produit de deux d'entre eux plus un est toujours un carré rationnel est dit m-tuplet diophantien rationnel.
Il existe des m-tuplets diophantiens pour m allant jusqu'à 4, mais il n'existe pas de quintuplets diophantiens.

## m-tuplets diophantiens entiers
Le premier quadruplet diophantien a été trouvé par Fermat : {\displaystyle \{1,3,8,120\}}. Il a été prouvé en 1969 par Baker et Davenport  qu'un cinquième entier ne peut pas être ajouté à cet ensemble. Cependant, Euler a été en mesure d'étendre cet ensemble en ajoutant le nombre rationnel {\displaystyle {\frac {777480}{8288641}}}.
La question de l'existence de quintuplets diophantiens (entiers) était l'un des plus anciens problèmes non résolus de la théorie des nombres. En 2004, Andrej Dujella a montré qu'il existe au plus un nombre fini de quintuplets diophantiens. En 2016, l'inexistence de quintuplets diophantiens est prouvée par He, Togbé et Ziegler.

## Le cas rationnel
Diophante a trouvé le quadruplet diophantien rationnel {\displaystyle \left\{{\frac {1}{16}},{\frac {33}{16}},{\frac {17}{4}},{\frac {105}{16}}\right\}}. Plus récemment, Philip Gibbs a trouvé des ensembles de six rationnels positifs formant des sextuplets rationnels. On ne sait pas s'il existe des m-uplets diophantiens rationnels plus grands, ou s'il existe une borne supérieure, mais il est connu qu'aucun ensemble infini n'est m-tuplet diophantien.